# Brahim Díaz
Brahim Abdelkader Díaz (tiếng Ả Rập: إبراهيم عبد القادر دياز; sinh ngày 3 tháng 8 năm 1999) là một cầu thủ bóng đá chuyên nghiệp thi đấu ở vị trí tiền vệ tấn công hoặc tiền vệ cánh cho câu lạc bộ La Liga Real Madrid. Sinh ra ở Tây Ban Nha, anh thi đấu cho đội tuyển quốc gia Maroc.

## Sự nghiệp câu lạc bộ

### Manchester City
Brahim bắt đầu sự nghiệp tại câu lạc bộ quê hương Málaga trước khi chuyển đến Manchester City vào năm 2015 khi mới 16 tuổi với mức phí ban đầu là 200.000 bảng Anh. Vào ngày 21 tháng 9 năm 2016, Díaz có trận ra mắt đội một cho Man City khi vào sân thay người ở phút thứ 80 để thay cho Kelechi Iheanacho trong trận đấu tại Cúp EFL gặp Swansea City. Năm ngày sau, anh ký hợp đồng chuyên nghiệp đầu tiên với City với thời hạn ba năm.
Vào ngày 21 tháng 11 năm 2017, Brahim có trận ra mắt Champions League đầu tiên cho Man City và sự nghiệp trước Feyenoord tại vòng bảng khi vào sân ở phút bù giờ thay cho Raheem Sterling. Vào ngày 19 tháng 12 năm 2017, Brahim có trận ra mắt câu lạc bộ đầu tiên và chơi 88 phút trong trận gặp Leicester City tại Cúp EFL. Anh ra mắt Premier League vào ngày 20 tháng 1 năm 2018 trong trận chiến thắng 3–1 trước Newcastle United. Vào ngày 13 tháng 5, anh nhận được huy chương chiến thắng sau khi xuất hiện lẻ tẻ trong bốn trận đấu nữa trong mùa giải.
Vào ngày 5 tháng 8 năm 2018, Brahim chơi 15 phút cuối cùng thay cho Phil Foden trong chiến thắng 2–0 trước Chelsea ở Siêu cúp Anh 2018. Cuối mùa giải đó, Brahim ghi bàn thắng đầu tiên trong sự nghiệp cho Man City khi ghi cả hai bàn trong chiến thắng 2–0 trước Fulham vào ngày 1 tháng 11.

### Real Madrid
Sau những đồn đoán chuyển nhượng căng thẳng cùng với hợp đồng với Manchester City sẽ hết hạn vào tháng 6 năm 2019, Brahim gia nhập Real Madrid vào ngày 6 tháng 1 với mức phí chuyển nhượng 15,5 triệu bảng Anh (17 triệu euro). Hợp đồng của anh với Real Madrid có thời hạn đến năm 2025 và bao gồm các điều khoản bổ sung tiềm năng khiến giá trị vụ chuyển nhượng tăng lên 22 triệu bảng (24 triệu euro). Vụ chuyển nhượng này cũng bao gồm các điều khoản quy định khoản phí bán 15% mà Man City nhận được. Con số này sẽ tăng lên 40% nếu Brahim rời Madrid và chuyển đến "một câu lạc bộ Manchester khác".
Anh ra mắt cho Real Madrid vào ngày 9 tháng 1 năm 2019 khi vào sân thay người trong chiến thắng 3–0 trước Leganés tại Cúp Nhà vua Tây Ban Nha. Trận ra mắt tại La Liga của anh diễn ra bốn ngày sau đó khi anh lại vào sân thay người trong chiến thắng 2-1 trước Real Betis. Anh ghi bàn thắng đầu tiên cho Real Madrid vào ngày 12 tháng 5 năm 2019 trong trận thua 1-3 trước Real Sociedad.
Anh đã ra sân sáu lần trong mùa giải đầu tiên tại Real Madrid và giúp đội vô địch La Liga 2019–20.

### A.C. Milan
Vào ngày 4 tháng 9 năm 2020, Real Madrid thông báo rằng Brahim được A.C. Milan mượn cho đến hết mùa giải 2020–21. Vào ngày 27 tháng 9, anh ghi bàn thắng đầu tiên cho Milan trong chiến thắng 2–0 trên sân khách trước Crotone. Vào ngày 9 tháng 5 năm 2021, anh ghi một bàn thắng trong chiến thắng 3–0 trên sân khách trước Juventus. Sau mùa giải 2020–21, anh được cho A.C. Milan mượn thêm hai năm với tùy chọn mua đứt. Vào ngày 15 tháng 9 năm 2021, anh ghi bàn thắng đầu tiên tại Champions League vào lưới Liverpool trong trận thua 3–2 ở vòng bảng Champions League 2021–22.
Vào ngày 8 tháng 10 năm 2022, Brahim ghi bàn thắng thứ hai vào lưới Juventus trong một trận đấu tại Serie A sau khi kết thúc một pha chạy chỗ để nhân đôi lợi thế khi anh bắt được một đường chuyền lỏng lẻo và vượt qua hậu vệ Leonardo Bonucci của Juventus để vượt qua khung thành để dứt điểm vượt qua thủ môn Wojciech Szczęsny.
Vào ngày 14 tháng 2 năm 2023, anh ghi bàn thắng duy nhất tại phút thứ 7 trong chiến thắng 1–0 trước Tottenham Hotspur ở vòng 16 đội Champions League.

#### Quay trở lại Real Madrid
Vào ngày 10 tháng 6 năm 2023, Real Madrid thông báo Brahim trở lại sau ba mùa giải cho mượn tại AC Milan. Sau khi trở lại Real Madrid, anh đã gia hạn hợp đồng với câu lạc bộ cho đến tháng 6 năm 2027 và kế nhiệm Marco Asensio ra đi. Vào ngày 27 tháng 9, anh ghi bàn thắng đầu tiên kể từ khi trở lại và góp phần vào chiến thắng 2–0 trước Las Palmas tại La Liga tại Santiago Bernabéu. Sau trận đó, anh giành được danh hiệu Cầu thủ xuất sắc nhất trận đấu.

## Sự nghiệp quốc tế

### Tây Ban Nha
Brahim là cầu thủ trẻ quốc tế của Tây Ban Nha và ra sân lần đầu tiên ở tuổi 16. Anh nhận được nhiều lời khen ngợi vì màn trình diễn cho đội U-17 Tây Ban Nha tại Giải vô địch U-17 châu Âu 2016.
Vì Sergio Busquets có kết quả xét nghiệm dương tính với COVID-19, anh đã được đội tuyển Tây Ban Nha triệu tập tham dự trận giao hữu quốc tế với Litva vào ngày 8 tháng 6 năm 2021. Brahim có trận ra mắt cho đội tuyển quốc gia Tây Ban Nha trong trận đấu này và ghi bàn thắng thứ hai trong chiến thắng 4–0 trước Litva.

### Maroc
Ngày 27 tháng 1 năm 2023, Brahim dự định chuyển sang khoác áo cho đội tuyển Maroc. Vào tháng 10 năm 2023, Marca đã đưa tin Brahim đã quyết định đại diện cho Maroc với một số chi tiết hành chính liên quan đến việc thay đổi quốc tịch đang được giải quyết.

## Thống kê sự nghiệp

### Câu lạc bộ
Tính đến 8 tháng 11 năm 2023
| Câu lạc bộ          | Mùa giải            | Giải vô địch        | Giải vô địch | Giải vô địch | Cúp quốc gia | Cúp quốc gia | Cúp Liên đoàn | Cúp Liên đoàn | Châu lục | Châu lục | Khác | Khác | Tổng cộng | Tổng cộng |
| Câu lạc bộ          | Mùa giải            | Hạng đấu            | Trận         | Bàn          | Trận         | Bàn          | Trận          | Bàn           | Trận     | Bàn      | Trận | Bàn  | Trận      | Bàn       |
| ------------------- | ------------------- | ------------------- | ------------ | ------------ | ------------ | ------------ | ------------- | ------------- | -------- | -------- | ---- | ---- | --------- | --------- |
| Manchester City     | 2016–17             | Premier League      | 0            | 0            | 0            | 0            | 1             | 0             | 0        | 0        | —    | —    | 1         | 0         |
| Manchester City     | 2017–18             | Premier League      | 5            | 0            | 1            | 0            | 1             | 0             | 3        | 0        | —    | —    | 10        | 0         |
| Manchester City     | 2018–19             | Premier League      | 0            | 0            | 0            | 0            | 3             | 2             | 0        | 0        | 1    | 0    | 4         | 2         |
| Manchester City     | Tổng cộng           | Tổng cộng           | 5            | 0            | 1            | 0            | 5             | 2             | 3        | 0        | 1    | 0    | 15        | 2         |
| Real Madrid         | 2018–19             | La Liga             | 9            | 1            | 2            | 0            | —             | —             | 0        | 0        | —    | —    | 11        | 1         |
| Real Madrid         | 2019–20             | La Liga             | 6            | 0            | 3            | 1            | —             | —             | 1        | 0        | 0    | 0    | 10        | 1         |
| Real Madrid         | 2023–24             | La Liga             | 8            | 1            | 0            | 0            | —             | —             | 2        | 1        | 0    | 0    | 10        | 2         |
| Real Madrid         | Tổng cộng           | Tổng cộng           | 23           | 2            | 5            | 1            | —             | —             | 2        | 0        | 0    | 0    | 31        | 4         |
| AC Milan (mượn)     | 2020–21             | Serie A             | 27           | 4            | 2            | 0            | —             | —             | 10       | 3        | —    | —    | 39        | 7         |
| AC Milan (mượn)     | 2021–22             | Serie A             | 31           | 3            | 4            | 0            | —             | —             | 5        | 1        | —    | —    | 40        | 4         |
| AC Milan (mượn)     | 2022–23             | Serie A             | 33           | 6            | 1            | 0            | —             | —             | 10       | 1        | 1    | 0    | 45        | 7         |
| AC Milan (mượn)     | Tổng cộng           | Tổng cộng           | 91           | 13           | 7            | 0            | —             | —             | 25       | 5        | 1    | 0    | 124       | 18        |
| Tổng cộng sự nghiệp | Tổng cộng sự nghiệp | Tổng cộng sự nghiệp | 119          | 15           | 13           | 1            | 5             | 2             | 31       | 6        | 2    | 0    | 170       | 24        |

1. ↑  Bao gồm Cúp FA, Cúp Nhà vua Tây Ban Nha, Coppa Italia
2. ↑  Bao gồm Cúp EFL
3. 1 2 3 4 5  Ra sân tại UEFA Champions League
4. ↑  Ra sân tại FA Community Shield
5. ↑  Ra sân tại UEFA Europa League
6. ↑  Ra sân tại Siêu cúp bóng đá Ý

### Quốc tế
Tính đến ngày 8 tháng 6 năm 2021
| Đội tuyển quốc gia | Năm       | Trận | Bàn |
| ------------------ | --------- | ---- | --- |
| Tây Ban Nha        | 2021      | 1    | 1   |
| Tổng cộng          | Tổng cộng | 1    | 1   |

#### Bàn thắng quốc tế
Tính đến 8 tháng 6 năm 2021
| # | Ngày               | Địa điểm                                                         | Trận | Đối thủ | Tỷ số | Kết quả | Giải đấu |
| - | ------------------ | ---------------------------------------------------------------- | ---- | ------- | ----- | ------- | -------- |
| 1 | 8 tháng 6 năm 2021 | Sân vận động Municipal de Butarque, Leganés, Madrid, Tây Ban Nha | 4    | Litva   | 2–0   | 4–0     | Giao hữu |

## Danh hiệu

#### Manchester City
- Premier League: 2017–18[35]
- EFL Cup: 2017–18[36]
- FA Community Shield: 2018[37]

Real Madrid
- La Liga: 2019–20,[38] 2023–24[39]
- Supercopa de España: 2019–20, 2023–24
- UEFA Champions League: 2023–24[40]
- UEFA Super Cup: 2024

AC Milan
- Serie A: 2021–22[41]

U-17 Tây Ban Nha
- U-17 châu Âu: 2016[42]

Cá nhân
- Serie A bàn thắng của tháng: Tháng 10 năm 2022[43]